# 얍비
얍비(학명: Cherax albidus)는 남방가재과에 속하는 민물 갑각류의 일종이다. 호주에 서식한다.
얍비는 블루크로우(학명: cherax destructor)와 혼동되어 불리는 경우가 많으나, 전혀 다른 종이다. 얍비와 블루크로우 모두 이전에는 같은 학명 'cherax destructor'를 공유하였으나 얍비와 블루크로우를 구분하기 위해 얍비는 'cherax albidus'로 따로 분류되었다. 그러나 아직도 많은 수족관이나 업체에서도 얍비와 블루크로우 가재의 명칭을 혼동하여 유통되는 사례가 빈번하다.